# Dicranomyia wundurra
Dicranomyia wundurra är en tvåvingeart som först beskrevs av Günther Theischinger 1994.  Dicranomyia wundurra ingår i släktet Dicranomyia och familjen småharkrankar. Inga underarter finns listade i Catalogue of Life.